# Día Mundial de la Libertad de Prensa
El Día Mundial de la Libertad de Prensa es una jornada de conmemoración que se celebra anualmente el 3 de mayo desde 1994, instaurada por la Asamblea General de las Naciones Unidas (AGNU) y UNESCO en 1991.

## Proclamación
El Día Mundial de la Libertad de Prensa fue proclamado en la 26.a Conferencia General de la UNESCO de 1991. Este día conmemora el aniversario de la Declaración de Windhoek, un documento sobre los principios de la libertad de prensa elaborado en 1991 por periodistas africanos en Windhoek, Namibia, enfatizando la importancia de una prensa libre para una sociedad democrática.

## Celebración
Se celebra cada año el 3 de mayo desde 1994, para recordar la importancia de una prensa libre, evaluar la libertad de prensa en el mundo, defender la independencia de los medios y rendir homenaje a los periodistas que han perdido la vida en el ejercicio de su profesión. Las celebraciones incluyen conferencias, talleres y ceremonias de premiación que destacan la labor periodística y su papel esencial en la promoción de la paz y la democracia a través de la visibilidad de temas críticos como el cambio climático y la corrupción. Este día resalta la necesidad de los gobiernos de respetar la libertad de prensa y subraya el rol crucial de los medios en la sociedad al proporcionar información precisa y diversa, lo cual es esencial para el funcionamiento de cualquier democracia. También sirve para denunciar las restricciones a la prensa y promover un diálogo constructivo entre medios y gobernantes.

## Temas
| Año  | País                | Ciudad            | Tema |
| ---- | ------------------- | ----------------- | --- |
| 1994 | Chile               | Santiago          | Día Mundial de la Libertad de Prensa 1994: 'Extracto: No hay democracia sin libertad de prensa' |
| 1995 | Francia             | París             | Día Mundial de la Libertad de Prensa 1995 |
| 1996 | Yemen               | Saná              | Día Mundial de la Libertad de Prensa 1996 |
| 1998 | Francia Uganda      | París Kampala     | Día Mundial de la Libertad de Prensa 1998: 'Extracto: La libertad de prensa implica trabajar sin interferencias ni coerciones' |
| 1999 | Colombia            | Bogotá            | Turbulent Eras: Generational Perspectives on Freedom of the Press, ('Eras turbulentas: Perspectivas generacionales sobre la libertad de prensa') |
| 2000 | Suiza               | Ginebra           | Reporting the News in a Dangerous World: the role of the media in conflict settlement, reconciliation and peace-building, ('Informar las noticias en un mundo peligroso: el papel de los medios en la resolución de conflictos, la reconciliación y la construcción de la paz') |
| 2001 | Namibia             | Windhoek          | Combatiendo el Racismo y promoviendo la diversidad: el papel de la prensa libre |
| 2002 | Filipinas           | Manila            | Cobertura de la Guerra contra el Terrorismo Mundial |
| 2003 | Jamaica             | Kingston          | Impunidad |
| 2004 | Serbia y Montenegro | Belgrado          | Asistencia a los medios de comunicación en zonas en situación de conflicto y países en transición |
| 2005 | Senegal             | Dakar             | Medios de comunicación y buen gobierno |
| 2006 | Sri Lanka           | Colombo           | Medios de comunicación de masa, desarrollo y erradicación de la pobreza |
| 2007 | Colombia            | Medellín          | La libertad de prensa, la seguridad de los periodistas y la impunidad |
| 2008 | Mozambique          | Maputo            | Libertad de expresión, acceso a la información y autonomía de las personas |
| 2009 | Catar               | Doha              | Potencial de los medios de comunicación en el fomento del diálogo, el entendimiento mutuo y la reconciliación |
| 2010 | Australia           | Brisbane          | Libertad de información: el derecho a saber |
| 2011 | Estados Unidos      | Washington        | Medios de comunicación del siglo XXI: nuevas fronteras, nuevas barreras |
| 2012 | Túnez               | Cartago           | Nuevas voces: la libertad de los medios de comunicación ayuda a transformar las sociedades |
| 2013 | Costa Rica          | San José          | Hablar sin riesgo: Por el ejercicio seguro de la libertad de expresión en todos los medios |
| 2014 | Francia             | París             | Libertad de Prensa para un Futuro Mejor: Dando Forma a la Agenda de Desarrollo Post-2015 |
| 2015 | Letonia             | Riga              | ¡Que prospere el periodismo! |
| 2016 | Finlandia           | Helsinki          | El acceso a la información y las libertades fundamentales ¡Es tu derecho! |
| 2017 | Indonesia           | Yakarta           | Mentes críticas para tiempos críticos |
| 2018 | Ghana               | Acra              | Los frenos y contrapesos al poder: medios de comunicación, justicia y estado de derecho |
| 2019 | Etiopía             | Adís Abeba        | Medios para la democracia: Periodismo y Elecciones en los Tiempos de la Desinformación |
| 2020 | Países Bajos        | La Haya           | Por un periodismo valiente e imparcial |
| 2021 | Namibia             | Windhoek          | La información como un bien común |
| 2022 | Uruguay             | Punta del Este    | Periodismo bajo asedio digital |
| 2023 | Estados Unidos      | Nueva York        | Dando forma a un futuro de derechos: la libertad de expresión como motor de los demás derechos humanos |
| 2024 | Chile               | Santiago de Chile | Prensa para el planeta: El periodismo ante la crisis ambiental |

## Actividades Asociadas
Una de las actividades destacadas en el marco del Día Mundial de la Libertad de Prensa es la entrega del Premio Mundial de la Libertad de Prensa UNESCO - Guillermo Cano. Este premio, otorgado anualmente desde 1997, reconoce a individuos, organizaciones o instituciones que han hecho contribuciones significativas a la defensa y promoción de la libertad de prensa, especialmente bajo circunstancias de riesgo. El premio lleva el nombre de Guillermo Cano Isaza, un periodista colombiano asesinado por su labor periodística, y es entregado por el director general de la UNESCO cada 3 de mayo, subrayando el compromiso continuo con la protección de la prensa libre.

## Participación del Consejo de Europa
El Consejo de Europa apoya la conmemoración del Día Mundial de la Libertad de Prensa, subrayando la importancia de la libertad de expresión y la protección de los periodistas como elementos esenciales de la democracia. La organización promueve recomendaciones para la protección del periodismo y participa en la Conferencia Global del Día Mundial de la Libertad de Prensa organizada por la UNESCO, abordando amenazas a la libertad de prensa en Europa.